# Alpicidaris
Alpicidaris is een geslacht van uitgestorven zee-egels uit de familie Polycidaridae.

## Soorten
- Alpicidaris cureti Lambert, 1910 †